# 訃報 1979年9月
訃報 1979年9月（ふほう 1979ねん9がつ）では、1979年（昭和54年）9月中に物故した、又は物故が報じられた人物についてまとめる。

## （1日 - 15日）

六代目三遊亭圓生／9月3日没

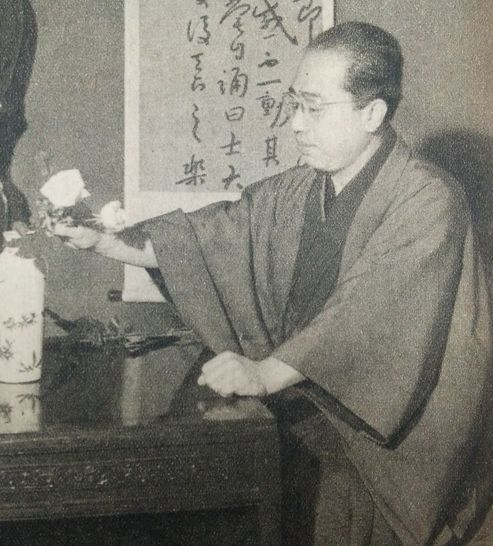
勅使河原蒼風／9月5日没

麻生磯次／9月9日没

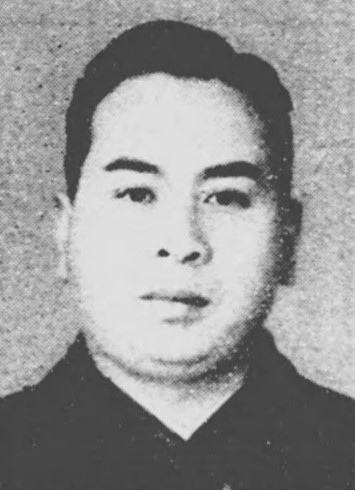
田部長右衛門 (23代)／9月15日没

- 9月1日 - 北猛夫、日本映画の美術監督・プロデューサー（* 1907年）
- 9月3日 - 野口明、官僚・教育者（* 1895年）
- 9月3日 - 六代目三遊亭圓生、落語家（* 1900年）
- 9月4日 - 田村剛、造園家（* 1890年）
- 9月5日 - 勅使河原蒼風、華道家、草月流の創始者（* 1900年）
- 9月5日 - 竹田喜之助、人形師（* 1923年）
- 9月6日 - 十菱愛彦、作家・占星術研究家（* 1897年）
- 9月7日 - 羽衣歌子、歌手（* 1902年）
- 9月7日 - 木原孝一、詩人（* 1922年）
- 9月9日 - 岡田完二郎、実業家（* 1891年）
- 9月9日 - 麻生磯次、国文学者（* 1896年）
- 9月11日 - 遠山啓、数学者（* 1909年）
- 9月12日 - レス・クラーク、アニメーター（* 1907年）
- 9月12日 - 吉竹迪夫、英文学者（* 1911年）
- 9月15日 - 田部長右衛門 (23代)、実業家・政治家（* 1906年）

## （16日 - 30日）

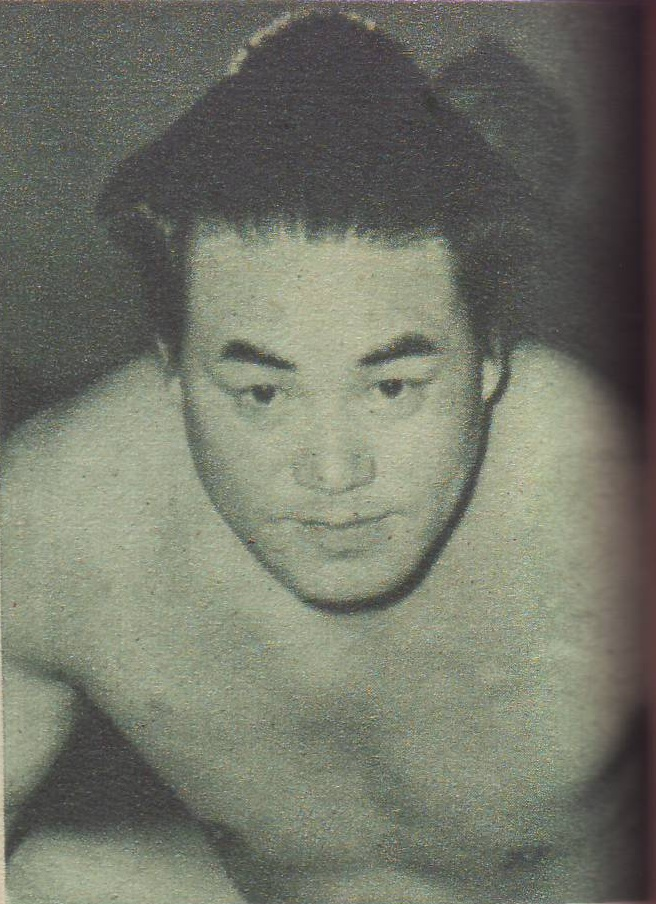
出羽湊秀一／9月16日没

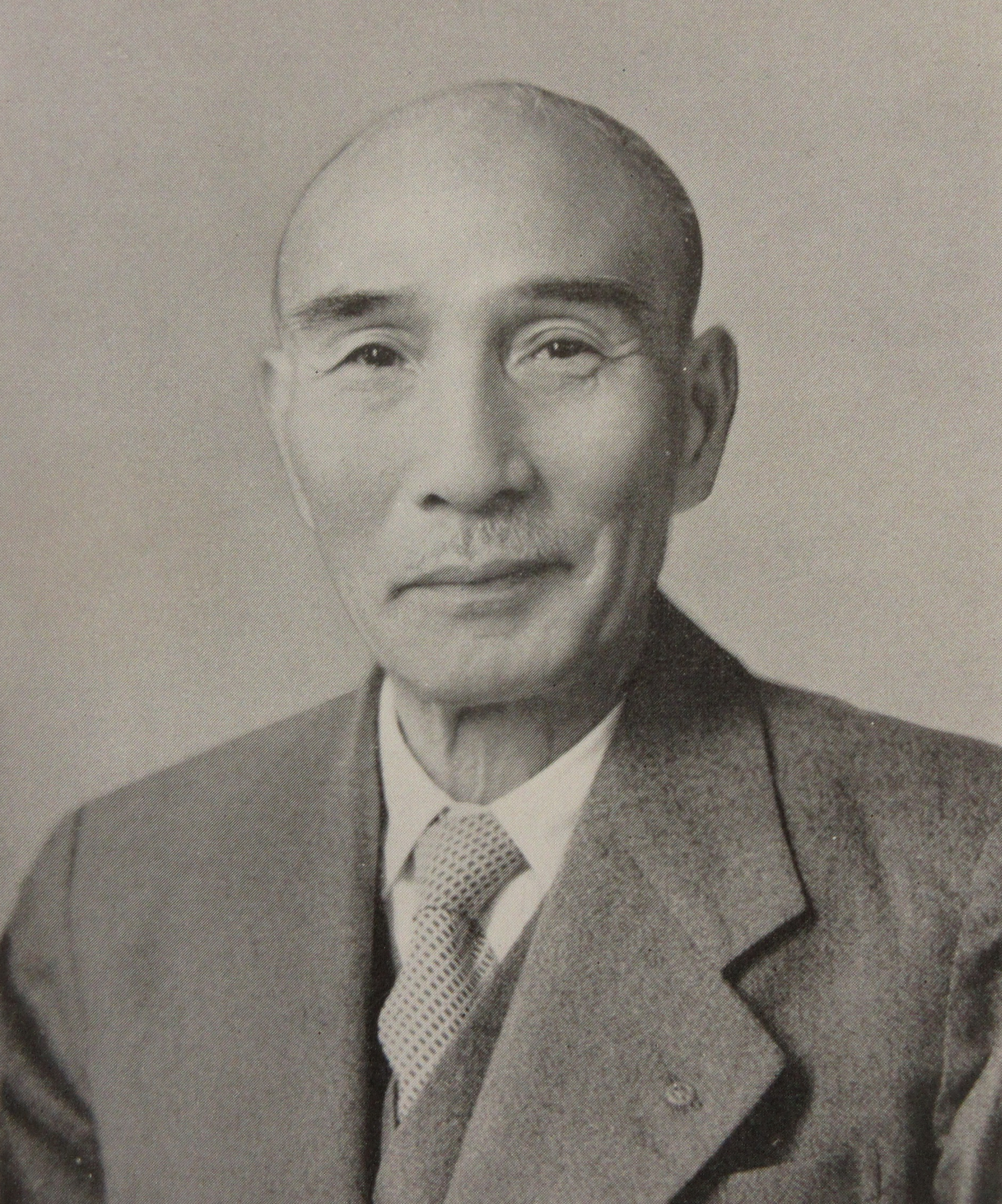
石田退三／9月18日没

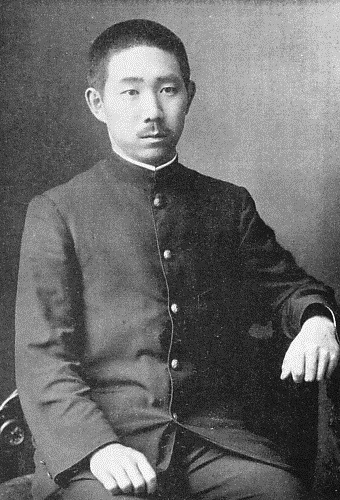
岩城隆徳／9月21日没

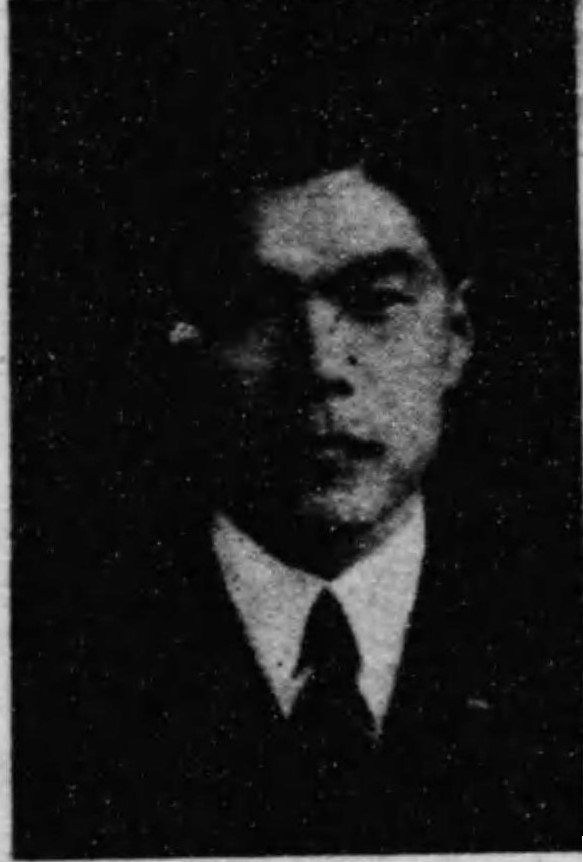
受田新吉／9月21日没

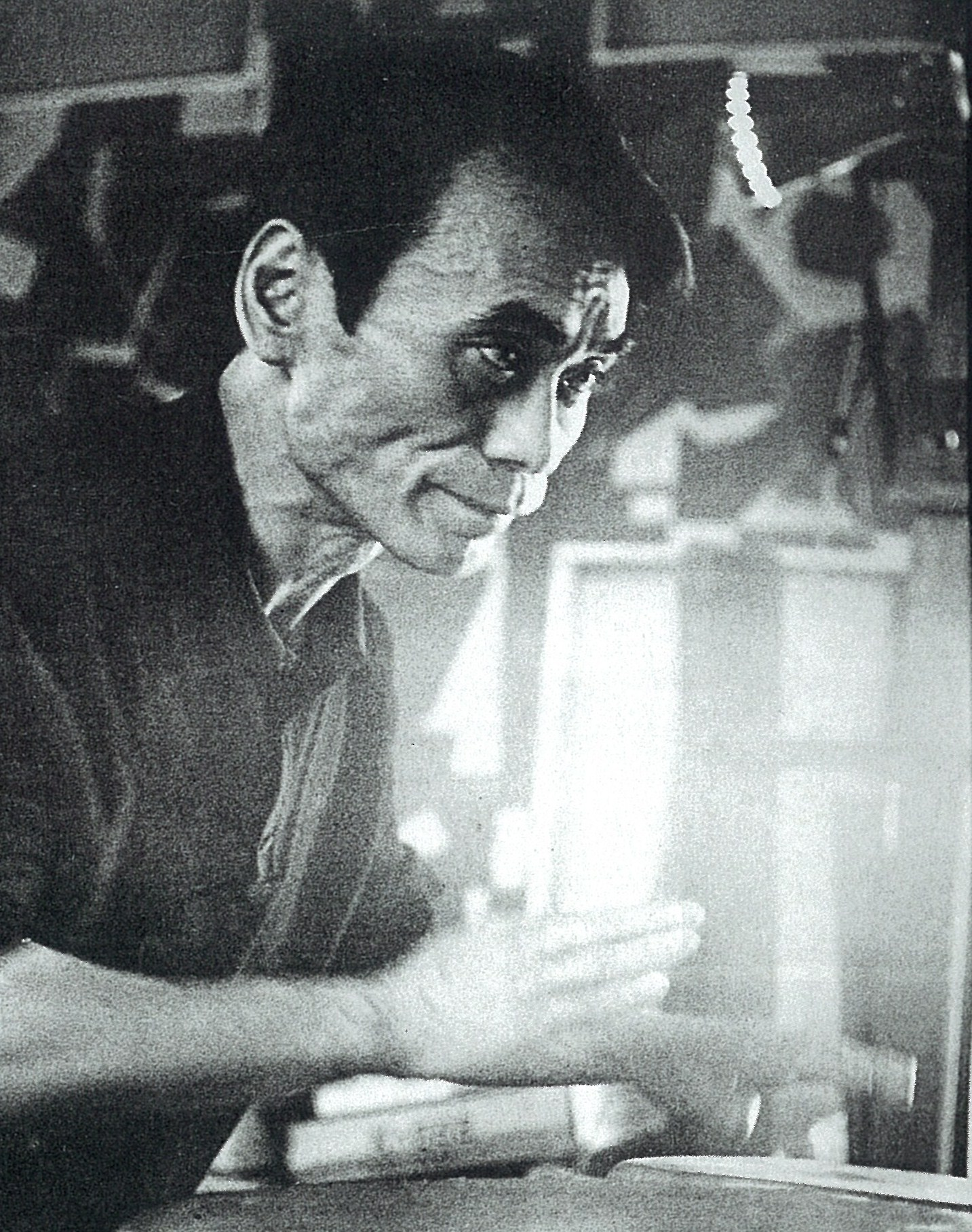
鶴岡政男／9月27日没

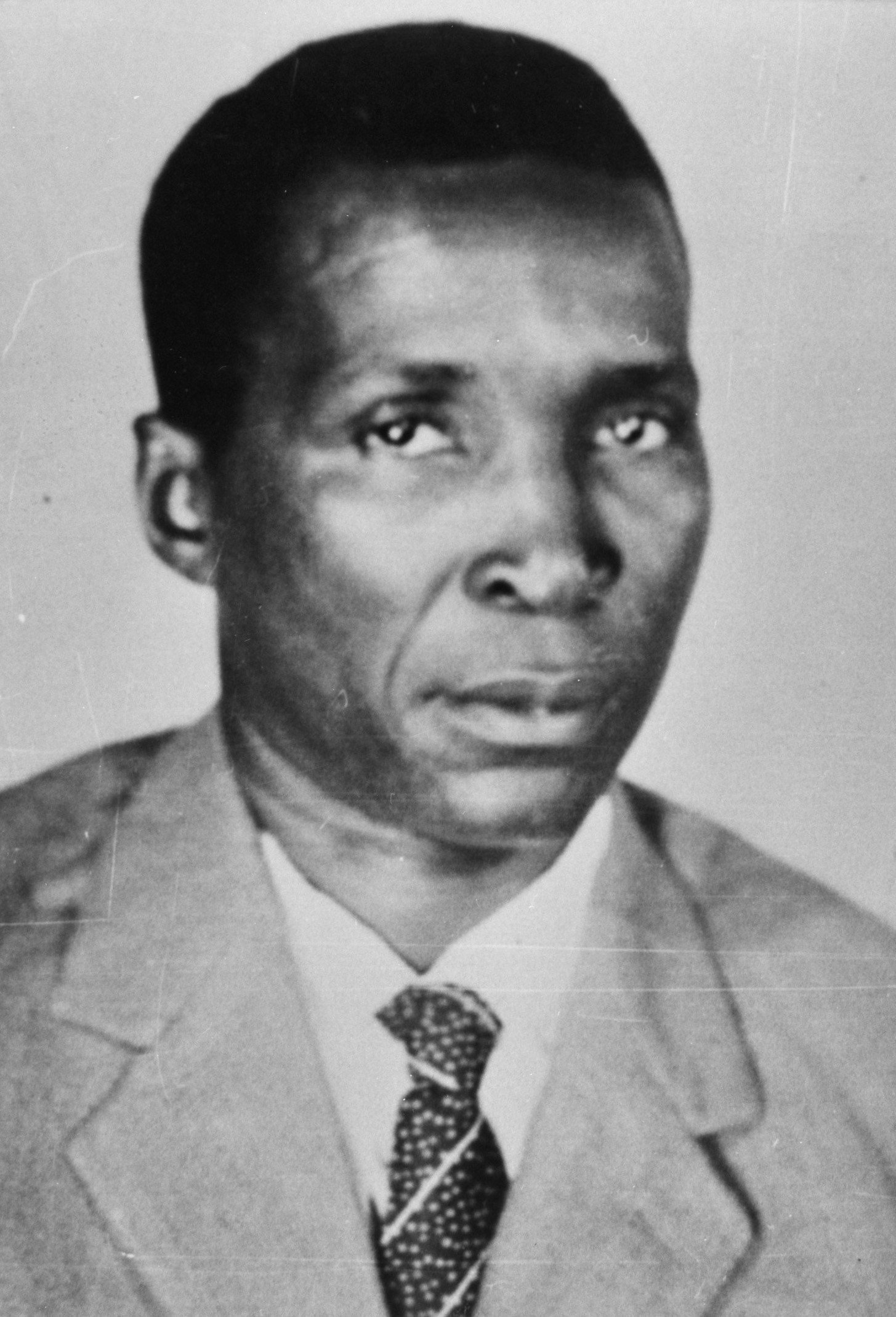
フランシスコ・マシアス・ンゲマ／9月29日没

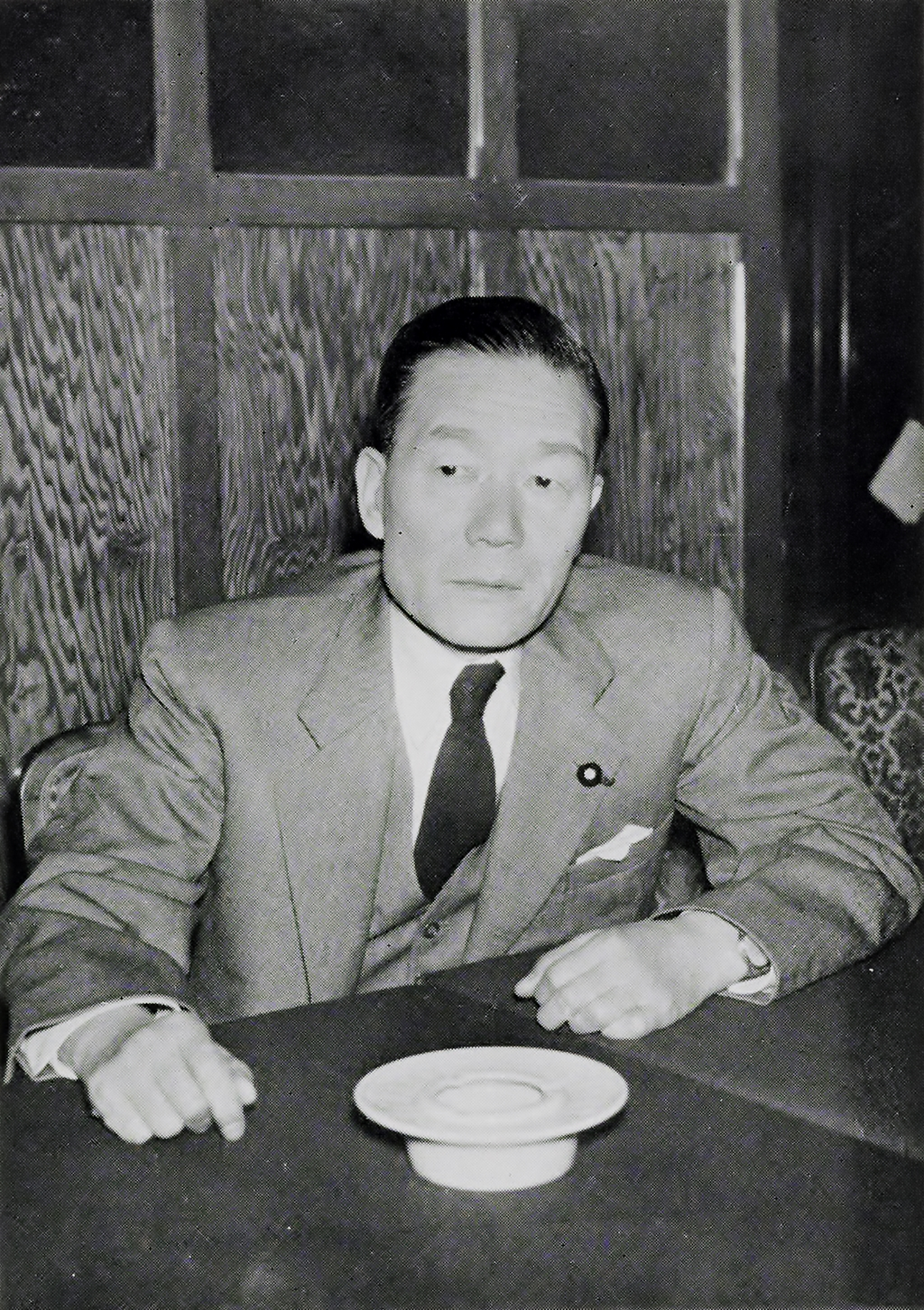
椎名悦三郎／9月30日没

- 9月16日 - 出羽湊秀一、大相撲力士（* 1923年）
- 9月17日 - 山本正一、政治家・弁護士（* 1901年）
- 9月17日 - 吉田満、小説家（* 1923年）
- 9月18日 - 石田退三、経営者、第3代トヨタ自動車工業社長（* 1888年）
- 9月18日 - 木村毅、作家・評論家（* 1894年）
- 9月19日 - 永津佐比重、陸軍軍人（* 1889年）
- 9月20日 - 田坂勝彦、映画監督（* 1914年）
- 9月21日 - 岩城隆徳 、政治家・実業家・華族（* 1890年）
- 9月21日 - 受田新吉、政治家（* 1910年）
- 9月24日 - 辻直四郎、古代インド学者・言語学者（* 1899年）
- 9月27日 - 鶴岡政男、画家（* 1907年）
- 9月28日 - 榊原仟、医学者（* 1910年）
- 9月29日 - フランシスコ・マシアス・ンゲマ、赤道ギニア初代大統領（* 1924年）
- 9月30日 - 椎名悦三郎、政治家（* 1898年）
- 9月30日 - 伊藤一葉、マジシャン（* 1934年）